# Ocean Beach (New York)
Pour les articles homonymes, voir Ocean Beach.
Ocean Beach est un village du comté de Suffolk, dans l'État de New York, aux États-Unis,. En 2010, il compte une population de 7 401 habitants.

## Démographie
Lors du recensement de 2010, la ville comptait une population de 7 401 habitants, tandis qu'en 2019, elle est estimée à 7 273 habitants.